# Feel Up
"Feel Up" es una canción del álbum de Grace Jones Nightclubbing. La canción se emitió una promo single 7" en los Estados Unidos, pero no tuvo un lanzamiento comercial.
La canción se incluyó también en su documental-musical A One Man Show.

## Versión 12"
La versión 12" de esta canción (6:15 min) es inédita en CD. Al igual que la versión en vivo mezcla las características de los versos cantados con una letra adicional, no incluida en la versión de Nightclubbing.

## Lista de canciones
- US 7" single (1981) IS49828

1. "Feel Up" (Editada) - 3:41
2. "Walking in the Rain" - 4:18

- US 7" promo (1981) IS49828

1. "Feel Up" (Editada/Mono) - 3:41
2. "Feel Up" (Editada/Estéreo) - 3:41

- US 12" promo (1981) PRO-A-985

1. "Feel Up" (Versión Larga) - 6:15
2. "Walking in the Rain" - 4:18

- Datos: Q8961065